# 리걸타임즈
리걸타임즈(The Legal Times)는 대한민국의 월간 법률 전문 잡지로, 변호사와 로펌, 인하우스 로이어, 법률시장에 관한 다양한 기사와 판결판례 콘텐츠를 특히 많이 다룬다. 같은 이름의 인터넷신문(www.legaltimes.co.kr)을 2004년 5월부터 운영하고 있으며, 법률잡지는 2007년 10월부터 발행하고 있다.

## 같이 보기
- 법률신문 (법조 뉴스, 판례)
- 시사로 (사법시험 정보)
- 법률저널 (사법시험 관련 뉴스, 정보)
- 로앤비 (법률 서식, 해외 법률 정보)
- 한국고시 (국가고시, 사법시험 정보)
- 로마켓 (법률 서식, 뉴스, 소송정보, 인물정보)
- 오세오닷컴 (법조인 정보, 소송정보)
- 예스로 (법률 전문 포털)
- 로마을 (법률정보)